# Determinantes sociales de la salud

Determinantes sociales de la salud.

Los determinantes sociales de la salud son las condiciones sociales y económicas que influyen en las diferencias individuales y colectivas en el estado de salud. Se trata de aquellos riesgos asociados a las condiciones de vida y de trabajo—por ejemplo, la distribución de ingresos, bienestar, poder—, más que factores individuales —como sería el estilo de vida individual o la herencia genética—, que aumentan la vulnerabilidad hacia las enfermedades. De acuerdo con algunos puntos de vista, la distribución  de los determinantes sociales de la salud está relacionada con la política pública, que manifiesta la ideología del grupo en el gobierno dentro de una jurisdicción. La Comisión sobre Determinantes Sociales de Salud de la Organización Mundial de la Salud (OMS) declaró, en el resumen analítico de su trabajo final, que la distribución desigual de los fenómenos que dañan a la salud no es un fenómeno natural en modo alguno. Ante todo, es el resultado de una «combinación tóxica» de políticas públicas de la pobreza, acuerdos económicos desiguales y mal gobierno.

## Desigualdades Internacionales de la Salud
Hasta en los países más ricos del mundo, hay desigualdades económicas en la salud de entre los ricos y pobres. Los autores Canadienses, Labonte y Schrecker de la Universidad de Ottawa mencionan que la globalización es un contexto principal para estudiar los determinantes sociales de la salud, y como menciona Bushra (2011), los efectos de la globalización son asimétricos. Como resultado, hay una distribución desigual de la riqueza y su influencia al mismo tiempo dentro de y a través de fronteras nacionales, llevando a efectos negativos en las determinantes sociales de la salud. La Organización para la Cooperación y Desarrollo Económica encontró diferencias significantes entre naciones ya desarrolladas en indicadores de estado de la salud como la expectativa de vida, mortalidad infantil, incidencia de la enfermedad, y muerte por lesiones. La migración laboral internacional y las pólizas cuales intentan regularlo también puede afectar no solo la salud de los que migran, pero también a sus familiares que se quedan atrás.
Estas desigualdades pueden existir en el contexto del sistema de atención de la salud, o en enfoques sociales más amplios. Según la comisión de Determinantes Sociales de la Salud que forma parte de la Organización Mundial de la Salud, accesibilidad a la atención de la salud es esencial para una salud equitativa, y es debatido que del sistema de atención de la salud deber de ser un derecho común más bien que una mercancía. Sin embargo, hay variación sustancial en sistemas de atención de la salud y cobertura médica de país a país. La comisión también llama a la acción del gobierno sobre cosas como la accesibilidad a agua limpia, y condiciones de trabajo seguras y equitativas, y menciona que condiciones de trabajo peligrosas existen hasta en unos países ricos. En la Declaración Política de Rio sobre los Determinantes Sociales de la Salud, varias áreas principales de acción fueron identificadas para dirigirse a las desigualdades, incluyendo promoción de procesos participativos de formulación de pólizas, fortaleciendo la gobernancia global, y la colaboración, y animando a los países desarrollados a alcanzar un objetivo de 0.7% del producto nacional para el desarrollo de la asistencia oficial.